# William Austin (Filmeditor)
William Nelson Austin (* 28. Januar 1903 in Nanaimo, British Columbia, Kanada; † 28. Dezember 1993 in Los Angeles) war ein US-amerikanischer Filmeditor.

## Leben
William Austin war ab 1928 als Filmeditor bei kleinen Produktionsfirmen in Hollywood tätig. Er war bei über 150 Filmen für den Schnitt verantwortlich. Bei den meisten handelte es sich um kleinere B-Filme verschiedener Genres. In zwei dieser Filme aus dem Jahr 1938, Special Inspector und Convicted, spielte Rita Hayworth die weibliche Hauptrolle – ein Jahr vor ihrem Durchbruch als Schauspielerin. Im Jahr 1943 war Austin bei Universal Studios für den Schnitt der Sherlock-Holmes-Verfilmung Das Spinnennest mit Basil Rathbone als Holmes zuständig. Zwar arbeitete Austin danach erneut für unbedeutende Studios, dennoch erhielt er 1953 eine Oscar-Nominierung in der Kategorie Bester Schnitt für Sturmgeschwader Komet.
Ab 1953 kam er auch beim US-amerikanischen Fernsehen zum Einsatz, so auch bei zehn Folgen der Fernsehshow des Komikerduos Abbott und Costello. 1978 arbeitete er ein letztes Mal als Editor eines Kinofilms. Er starb 1993 im Alter von 90 Jahren in Los Angeles.

## Filmografie (Auswahl)
- 1928: Across the Plains
- 1928: Fangs of Fate
- 1932: Fancy Curves
- 1936: Fury and the Woman
- 1937: Woman Against the World
- 1938: Special Inspector
- 1938: Convicted
- 1943: Das Spinnennest (Sherlock Holmes and The Spider Woman)
- 1945: G. I. Honeymoon
- 1946: Charlie Chan – Gefährliches Geld (Dangerous Money)
- 1949: Gefängnis ohne Gitter (Bad Boy)
- 1951: Bomba, der Herr der Elefanten (Elephant Stampede)
- 1952: Sturmgeschwader Komet (Flat Top)
- 1953: Kansas Pazifik (Kansas Pacific)
- 1954: Pfeile in der Dämmerung (Arrow in the Dust)
- 1954: Die Tochter des Kalifen (The Adventures of Hajji Baba)
- 1955: Wichita
- 1957: Tot oder lebendig (Last of the Badmen)
- 1957: Dino, der Bandit (Dino)
- 1957: Woodoo – Blutrausch des Dschungel (The Disembodied)
- 1957: Tod in kleinen Dosen (Death in Small Doses)
- 1957: Der große Fremde (The Tall Stranger)
- 1958: Die Draufgänger von San Fernando (Cole Younger, Gunfighter)
- 1958: Die Kanaille von Kansas (Quantrill’s Raiders)
- 1958: In den Krallen der Venus (Queen of Outer Space)
- 1958: Mit dem Messer im Rücken (Revolt in the Big House)
- 1959: Der Tod fährt erster Klasse (The Rebel Set)
- 1959: Den Letzten beißen die Hunde (Battle Flame)
- 1959: Das Biest (The Bat)
- 1959: Auf U-17 ist die Hölle los (The Atomic Submarine)
- 1960: Die 13 Opfer des Dr. Desmond (The Hypnotic Eye)
- 1962: Panik im Jahre Null (Panic in Year Zero!)
- 1963: Im Sattel ritt der Tod (Gunfight at Comanche Creek)
- 1964: Goldfieber (Blood on the Arrow)
- 1965: Entscheidung am Big Horn (The Great Sioux Massacre)
- 1966: Jesse James Meets Frankenstein’s Daughter
- 1967–1968: Tarzan (TV-Serie, vier Folgen)
- 1978: Legend of the Northwest

## Auszeichnungen
- 1953: Nominierung für den Oscar in der Kategorie Bester Schnitt für Sturmgeschwader Komet